# Lijst van burgemeesters van Stramproy
Dit is een lijst van burgemeesters van de voormalige Nederlandse gemeente Stramproy die op 1 januari 1998 opging in de gemeente Weert.
| Ambtsperiode | Naam burgemeester           | Partij of stroming | Bijzonderheden                 |
| ------------ | --------------------------- | ------------------ | ------------------------------ |
| 1800 - 1824  | Charles François Guillon    |                    |                                |
| 18?? - 18??  | L. Deckers                  |                    |                                |
| 1836 - 18??  | J.M. Eycken                 |                    |                                |
| 1870 - 18??  | R. Veltmans                 |                    |                                |
| 1876 - 1911  | J.M. Smeijers               |                    |                                |
| 1911 - 19??  | H. Creemers                 |                    |                                |
| 1914 - 1928  | J.M. Donders                |                    |                                |
| 1928 - 1940  | Jan Mathijs (J.M.) Stals    |                    |                                |
| 1941 - 1953  | J.H. Creemers               |                    |                                |
| 1953 - 1964  | Martin (M.P.) Hoeijmakers   | KVP                |                                |
| 1964 - 1969  | Harry (H.J.M.) Defesche     | KVP                |                                |
| 1969 - 1984  | Cees (C.E.J.M.) van Berckel | KVP / CDA          | werd burgemeester van Maasbree |
| 1984 - 1997  | Frans (F.G.J.M.) Beckers    | PvdA               |                                |